# Tignieu-Jameyzieu
Tignieu-Jameyzieu är en kommun i departementet Isère i regionen Auvergne-Rhône-Alpes i sydöstra Frankrike. Kommunen ligger i kantonen Crémieu som tillhör arrondissementet La Tour-du-Pin. År 2022 hade Tignieu-Jameyzieu 7 944 invånare.

## Befolkningsutveckling
Antalet invånare i kommunen Tignieu-Jameyzieu
Referens:INSEE